# 料羅里
料羅里是中華民國金門縣金湖鎮的一個里，東北與蓮庵里相連，西北與新湖里接壤，北與新市里相鄰，2012年人口1719人，轄料羅、新塘兩個聚落，以規模較大的料羅聚落命名。